# Phyllophryne
Phyllophryne is een monotypisch geslacht van straalvinnige vissen uit de familie van voelsprietvissen (Antennariidae).

## Soort
- Phyllophryne scortea (McCulloch & Waite, 1918)